# NSU 10PS
La sigla generica NSU 10PS identifica una famiglia di autovetture di fascia medio-alta prodotta in varie versioni tra il 1907 ed il 1916 dalla Neckarsulmer Fahrradwerke AG, la Casa automobilistica tedesca che in seguito sarebbe divenuta nota come NSU.

## Storia e profilo
Nel 1907 la gamma automobilistica della Neckarsulmer Fahrradwerke AG si presentò alquanto disomogenea: mentre alla base si trovava l'originale Sulmobil e nella fascia medio-bassa veniva proposta la 6/10 HP, la zona intermedia, cioè rappresentata da vetture di fascia media e alta (ma non di lusso) era completamente vuota. Gli unici modelli superiori alla 6/10 HP prodotto dalla Casa di Neckarsulm in quel periodo furono la 15/24 HP e la 32/45 HP, prodotti su licenza della belga Pipe, ma molto più in alto rispetto alla 6/10 HP stessa. Andava quindi colmato il vuoto esistente fra quest'ultima e la 15/24 HP.

### La 10/20 HP
Per questo motivo, al Salone di Berlino del 1907 la Neckarsulmer Fahrradwerke presentò un inedito autotelaio nudo equipaggiato con un nuovo motore da 2,6 litri di cubatura, preludio ad un nuovo modello di fascia intermedia che di lì a poco avrebbe debuttato. E infatti, non molto tempo dopo la chiusura della kermesse berlinese, venne introdotto un nuovo modello denominato 10/20 HP. Questa nuova vettura conservava la tradizionale struttura utilizzata quasi universalmente per la costruzione di autovetture in quei primi anni del XX secolo, vale a dire un telaio separato a longheroni e traverse in acciaio con motore montato in posizione anteriore longitudinale e trazione sulle ruote posteriori. Le sospensioni erano ad assale rigido e l'impianto frenante prevedeva un freno a pedale che andava ad azionare un sistema a ceppi agente sull'albero di trasmissione. Rispetto alla 6/12 HP, erede della 6/10 HP lanciata proprio alla fine del 1907, il telaio della 10/20 HP risultava assai più generoso nelle misure del passo, in modo da consentire una maggior abitabilità all'interno dell'abitacolo: nella 10/20 HP la distanza fra asse anteriore e posteriore era di 3,02 metri, mentre le carreggiate erano di 1,3 metri.
La 10/20 HP montava un motore biblocco derivato direttamente da quello della 6/12 HP, vale a dire un 4 cilindri in linea da 2610 cm³ (alesaggio e corsa: 85 x 115 mm) con distribuzione a valvole laterali, accensione a magnete, raffreddamento e lubrificazione a pompa. La potenza massima erogata da tale propulsore era i 22 CV a 1400 giri/min, per una velocità massima raggiungibile di 75 km/h. Il cambio era di tipo manuale a 4 marce.
La 10/20 HP fu posta in vendita a prezzi che partivano da 9.000 marchi per un telaio nudo. La gamma di carrozzerie prevista dalla Casa di Neckarsulm comprendeva la phaeton ad una o due file di sedili (da due a sei posti), la limousine e la landaulet.
A partire dall'autunno del 1909, la vettura venne commercializzata con la nuova denominazione di 10/22 HP: furono le ultime battute della carriera commerciale di questo modello, che nel corso del 1910 venne tolto da listino.

### La 10/30 HP

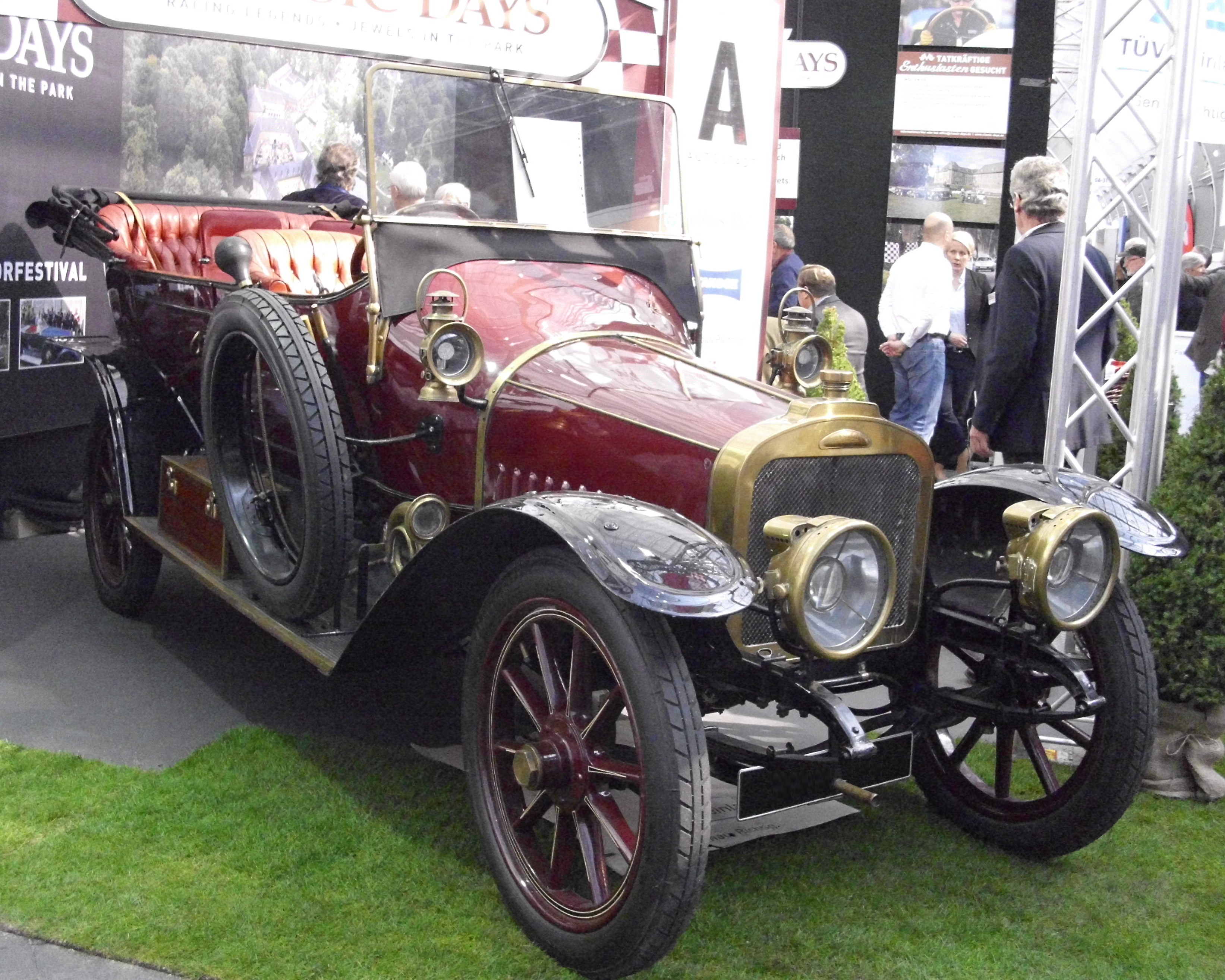
Una 10/30 HP

La 10/30 HP fu presentata nel 1911 e fu chiamata ad assolvere durante la sua carriera diversi compiti: inizialmente, il più logico parve quello di sostituire la 10/22 HP, anche se quest'ultima trovò in verità una sua più diretta erede nel modello 9/22 HP. In realtà, la 10/30 HP andò ad inserirsi nel vuoto creatosi nella gamma con l'uscita di scena della 15/24 HP. Si stava così verificando un fenomeno che sarebbe stato consuetudine nell'industria automobilistica di cento anni dopo, ma forse molto meno in quei primi anni del Novecento: un modello veniva sostituito da un altro di potenza uguale o leggermente superiore ma di cilindrata inferiore. Così, come la 9/22 HP andò a rimpiazzare la 10/22 HP, così la 10/30 HP si prefisse di proporre una vettura la cui potenza e le cui prestazioni non avrebbero fatto rimpiangere il precedente modello prodotto su licenza Pipe. La 10/30 HP sfruttava un nuovo telaio da 3,1 metri di interasse, quindi 8 cm in più di passo rispetto alla 10/22 HP. Anche le carreggiate crebbero sensibilmente, con i loro 7,5 cm in più di larghezza. Il motore da 2,6 litri erogò in questo caso 30 CV a 1600 giri/min, anche se le prestazioni non subirono variazioni. La gamma carrozzerie fu la medesima della 10/20 HP, con l'eccezione dell'assenza della versione landaulet. Le modifiche riguardarono quindi sostanzialmente le dimensioni del telaio, ma anche un differente schema di distribuzione, di tipo IOE, con valvola di aspirazione sopra la camera di scoppio e valvola di scarico posta lateralmente al cilindro.
Nel 1912, con l'uscita di produzione della 9/27 HP, la 10/30 HP fu chiamata anche a sostituire tale modello. Nel 1913 la 10/30 HP fu oggetto di alcune rivisitazioni meccaniche, che videro tra l'altro l'adozione di valvole più grandi ed il ritorno allo schema di distribuzione a valvole laterali. Durante la prima guerra mondiale, il telaio della 10/30 HP servì per la realizzazione di autoambulanze ed autocarri con portata massima di 1,25 tonnellate. Nel 1916 la 10/30 HP scomparve definitivamente dal listino. La sua eredità verrà ripresa dalla 8/24 PS del 1920, con motore da 32 CV.

### Attività sportiva
Il 9 giugno 1908 due esemplari di 10/20 HP presero il via alla Prinz-Heinrich-Fahrt, una delle gare più prestigiose di quegli anni pionieristici. Il percorso si snodava lungo 2.215 km da percorrere attraverso Germania, Polonia, Cecoslovacchia, Ungheria ed Austria. La vettura pilotata da Carl Schmidt, pilota nonché direttore della Neckarsulmer Fahrradwerke, terminò la gara senza punti di penalizzazione, pur non raggiungendo i primi posti. Fu comunque un risultato di rilievo se si considera che la vettura era strettamente di serie e che durante il percorso si verificò anche un incidente dovuto ad un colpo di sonno da parte del pilota, un incidente che per fortuna non ebbe gravi conseguenze per nessuno, evidentemente neppure per l'auto. Stesso esito anche nell'edizione 1909 della stessa gara: stavolta le 10/20 HP schierate furono tre e tutte e tre riuscirono a terminare la gara senza il minimo inconveniente.